# Waynesboro (Missisipi)
Waynesboro – miasto w Stanach Zjednoczonych, w stanie Missisipi, siedziba administracyjna hrabstwa Wayne.